# Латэм, Луиз
Джо́ни Луи́з Ла́тэм (англ. Johnie Louise Latham; 23 сентября 1922, Гамильтон, Техас, США — 12 февраля 2018) — американская актриса.

## Биография
Джони Луиз Латэм родилась 23 сентября 1922 года в Гамильтоне (штат Техас, США).

## Карьера
Луиз снималась в кино 49 лет — с 1961 по 2000 года. За это время Латэм сыграла в 108-ми фильмах и телесериалах.

## Личная жизнь
По состоянию на август 2007 года Луиз проживала в Санта-Барбаре (штат Калифорния, США). Дважды была замужем. Её второй брак был с телепродюсером Полом Пикаром.